# Divizia A 1999-2000
La Divizia A 1999-2000 è stata la 82ª edizione della massima serie del campionato di calcio rumeno, disputato tra il 24 luglio 1999 e il 10 maggio 2000 e concluso con la vittoria finale della Dinamo București, al suo quindicesimo titolo.
Capocannoniere del torneo fu Marian Savu (Național București), con 20 reti.

## Formula
Come nella stagione precedente le squadre partecipanti furono 18 e disputarono un turno di andata e ritorno per un totale di trentaquattro partite.
Le ultime quattro classificate retrocedettero in Divizia B.
Le qualificate alle coppe europee furono quattro: la vincente alla UEFA Champions League 2000-2001, la seconda e la vincitrice della coppa di Romania alla Coppa UEFA 2000-2001, più un'altra squadra alla Coppa Intertoto 2000.

## Classifica finale
|    | Classifica            | G  | V  | N  | P  | GF | GS | Dif | Pt |
| -- | --------------------- | -- | -- | -- | -- | -- | -- | --- | -- |
| 1  | Dinamo București      | 34 | 27 | 3  | 4  | 93 | 40 | +53 | 84 |
| 2  | Rapid București       | 34 | 22 | 6  | 6  | 65 | 38 | +27 | 72 |
| 3  | Steaua București      | 34 | 18 | 3  | 13 | 62 | 56 | +6  | 57 |
| 4  | Ceahlăul Piatra Neamț | 34 | 17 | 6  | 11 | 56 | 48 | +8  | 57 |
| 5  | FC Argeș Pitești      | 34 | 16 | 6  | 12 | 45 | 35 | +10 | 54 |
| 6  | Gloria Bistrița       | 34 | 17 | 2  | 15 | 54 | 49 | +5  | 53 |
| 7  | FCM Bacău             | 34 | 15 | 6  | 13 | 40 | 39 | +1  | 51 |
| 8  | Oțelul Galați         | 34 | 15 | 4  | 15 | 59 | 55 | +4  | 41 |
| 9  | Național București    | 34 | 15 | 4  | 15 | 61 | 44 | +17 | 49 |
| 10 | Astra Ploiești        | 34 | 13 | 8  | 13 | 43 | 41 | +2  | 47 |
| 11 | Petrolul Ploiești     | 34 | 14 | 5  | 15 | 48 | 55 | -7  | 47 |
| 12 | AS Rocar București    | 34 | 15 | 2  | 17 | 52 | 52 | 0   | 47 |
| 13 | Universitatea Craiova | 34 | 8  | 13 | 7  | 45 | 41 | +4  | 46 |
| 14 | FC Brașov             | 34 | 14 | 4  | 16 | 53 | 43 | +10 | 46 |
| 15 | Farul Constanța       | 34 | 12 | 8  | 14 | 38 | 45 | -7  | 44 |
| 16 | FC Onești             | 34 | 9  | 3  | 22 | 37 | 92 | -55 | 30 |
| 17 | CSM Reșița            | 34 | 5  | 8  | 21 | 35 | 73 | -38 | 23 |
| 18 | Extensiv Craiova      | 34 | 4  | 5  | 25 | 26 | 66 | -40 | 17 |

### Verdetti
- Dinamo București Campione di Romania 1999-2000.
- Farul Constanța, Onești, CSM Reșița e Extensiv Craiova retrocesse in Divizia B.

### Qualificazioni alle Coppe europee
- UEFA Champions League 2000-2001: Dinamo Bucarest ammesso al secondo turno preliminare.
- Coppa UEFA 2000-2001: Rapid București e Universitatea Craiova ammesse al turno preliminare.
- Coppa Intertoto 2000: Ceahlăul Piatra Neamt ammesso al primo turno.